# 師岡熊野神社
師岡熊野神社（もろおかくまのじんじゃ）は、横浜市港北区師岡町にある神社である。旧社格は郷社。横浜北部の総鎮守とされる。

## 祭神
和歌山県熊野三山の祭神と一体で、伊邪那美尊、事解之男命（熊野権現）、速玉之男命を祭神とする。

## 沿革
神亀元年（724年）、僧・全寿が空から降って来た熊野大権現の神札を当地の梛の大木のうろに納め祀ったと伝えられる。
仁和元年（885年）7月に光孝天皇の勅使として六条中納言、藤原有房が下向し「関東随一大霊験所熊埜宮」の勅額を贈って以来、宇多天皇、醍醐天皇、朱雀天皇、村上天皇の勅願所として社僧十七坊が附せられた。
明治元年（1868年）神仏分離の際、熊野神社と法華寺とに二分され、1870年（明治3年）県社に列格したが、氏子の陳情があって1873年（明治6年）33ヶ村の郷社に列した。
- 氏子地域33ヶ村：師岡、獅子ケ谷、駒岡、上末吉、下末吉、馬場、北寺尾、生麦、鶴見、東寺尾、西寺尾、東子安、西子安、白幡、東神奈川、西神奈川、六角橋、三枚橋、片倉、神大寺、羽沢、下菅田、岸根、鳥山、小机、篠原、菊名、大豆戸、 太尾、大曾根、樽、南綱島、北綱島
- 奉務神社：綱島諏訪神社・太尾神社・大曽根八幡神社・樽町杉山神社・末吉神社・駒岡神明社・獅子ヶ谷上神明社・獅子ヶ谷下神明社・久末天照大神・野川神明社

## 社殿・境内
本殿は、権現造杮葺で、正徳2年（1712年）の創建。
附属する熊野郷土博物館は社宝、考古資料、民俗資料、刀剣、古文書等 約2000点を所蔵する。（要予約）
境内地は約4,800坪（16,000 m2）。境内の樹林（社叢林）はアカガシを主体とした暖帯林の自然植生をよくとどめており、「師岡熊野神社の社叢林」として神奈川県指定天然記念物となっている。門前に弁財天を祀る「い」の池、裏山に神事に使う「の」の池があり、現在は埋められ大曽根第二公園となった「ち」の池と合わせて「いのち」の池と呼ばれていた。この内「い」の池は横浜市登録地域文化財（史跡）に登録されている。
裏山である権現山東斜面には、横浜市史跡に指定されている師岡貝塚がある。

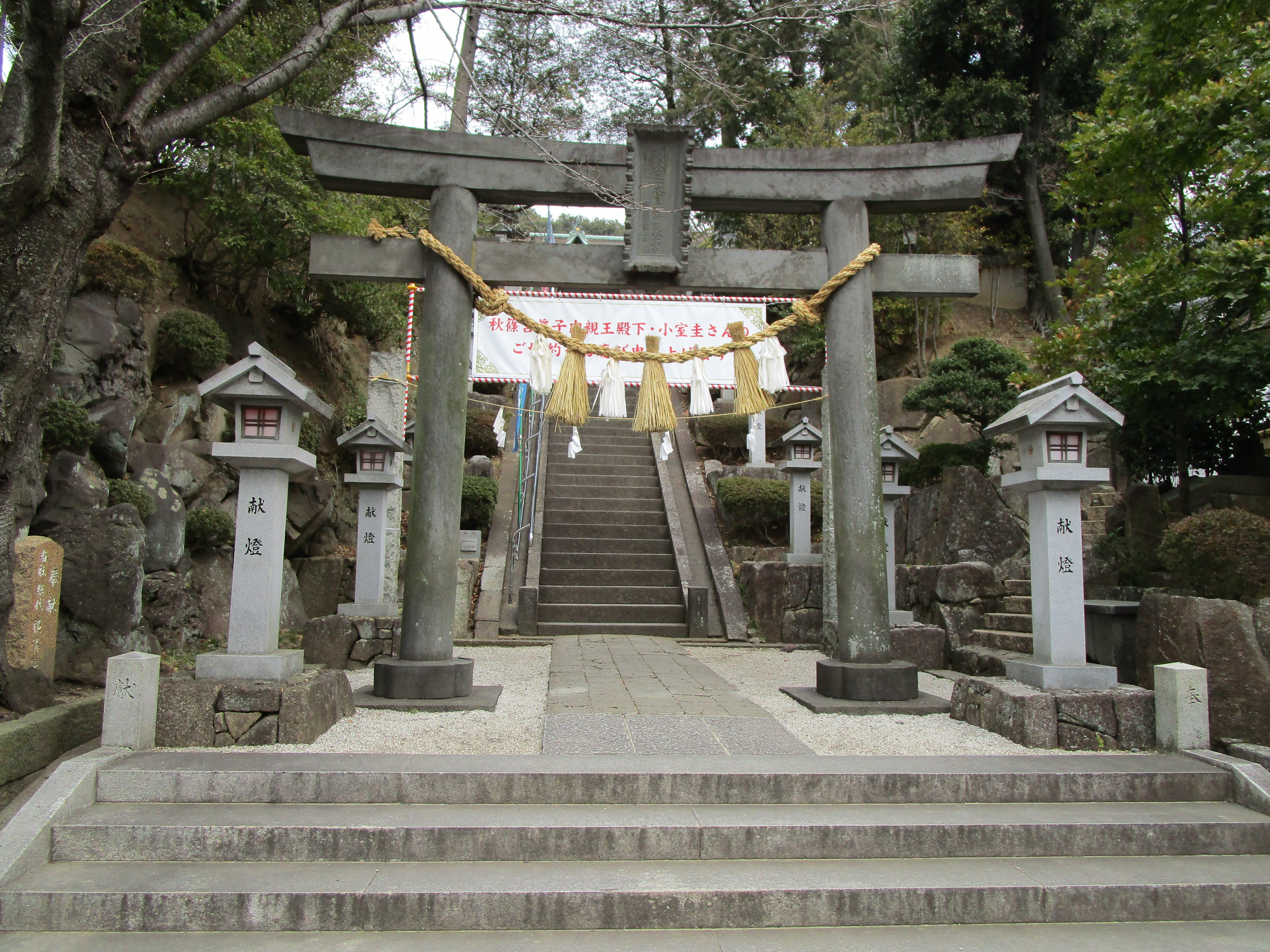
師岡熊野神社の鳥居 「秋篠宮眞子内親王殿下・Kさんのご婚約をお慶びもうしあげます」(横断幕)
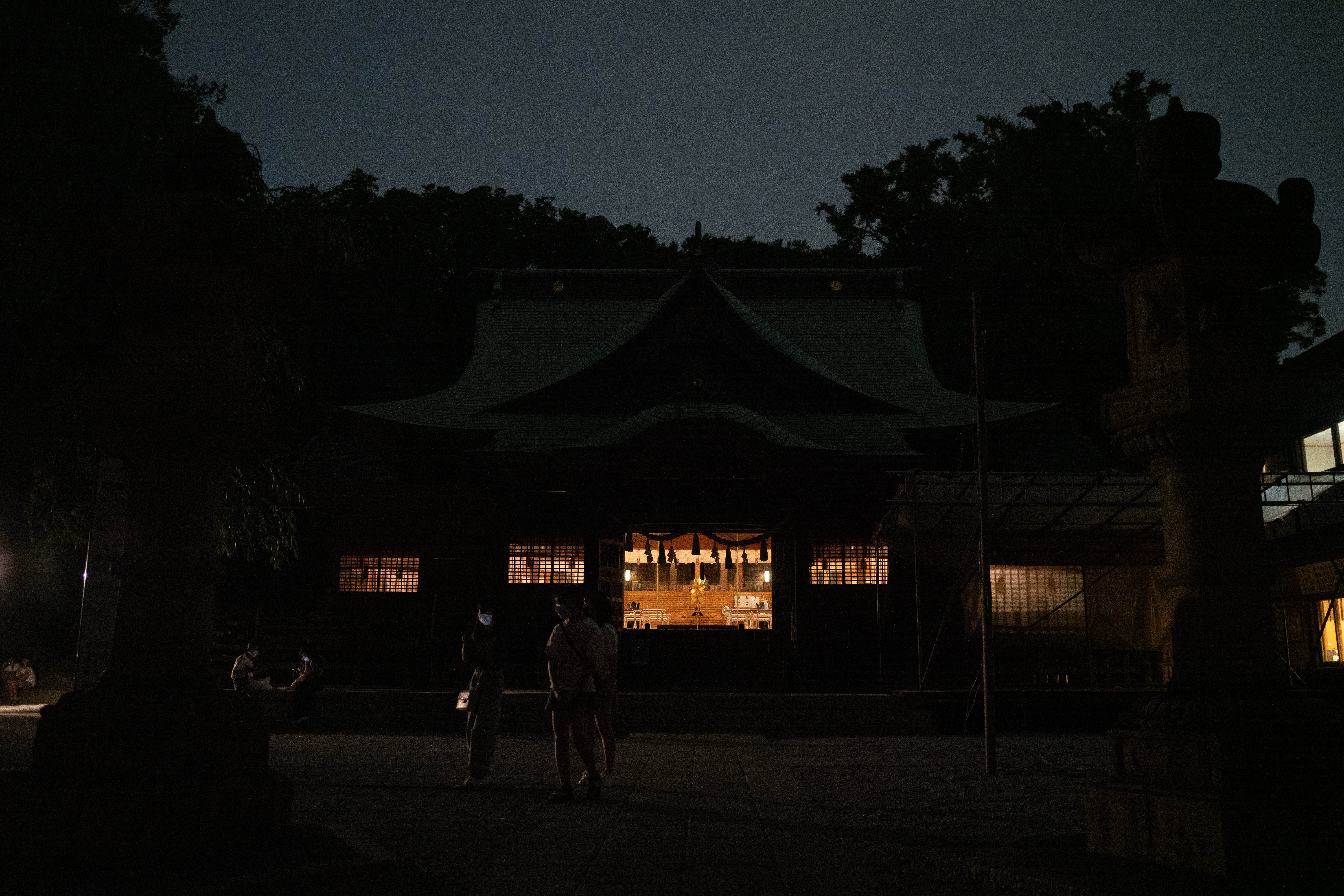
夜の師岡熊野神社本殿
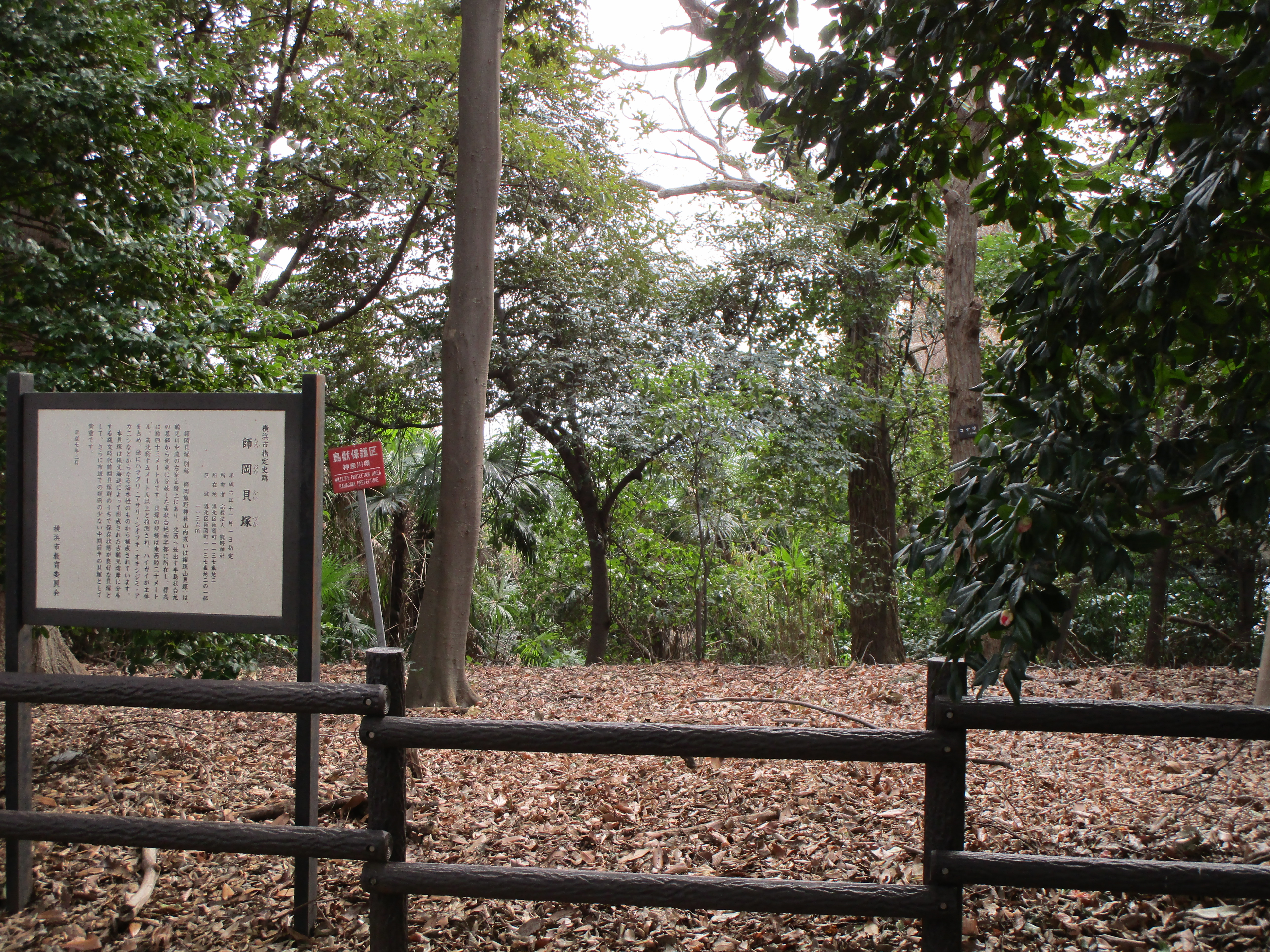
この斜面に師岡貝塚がある
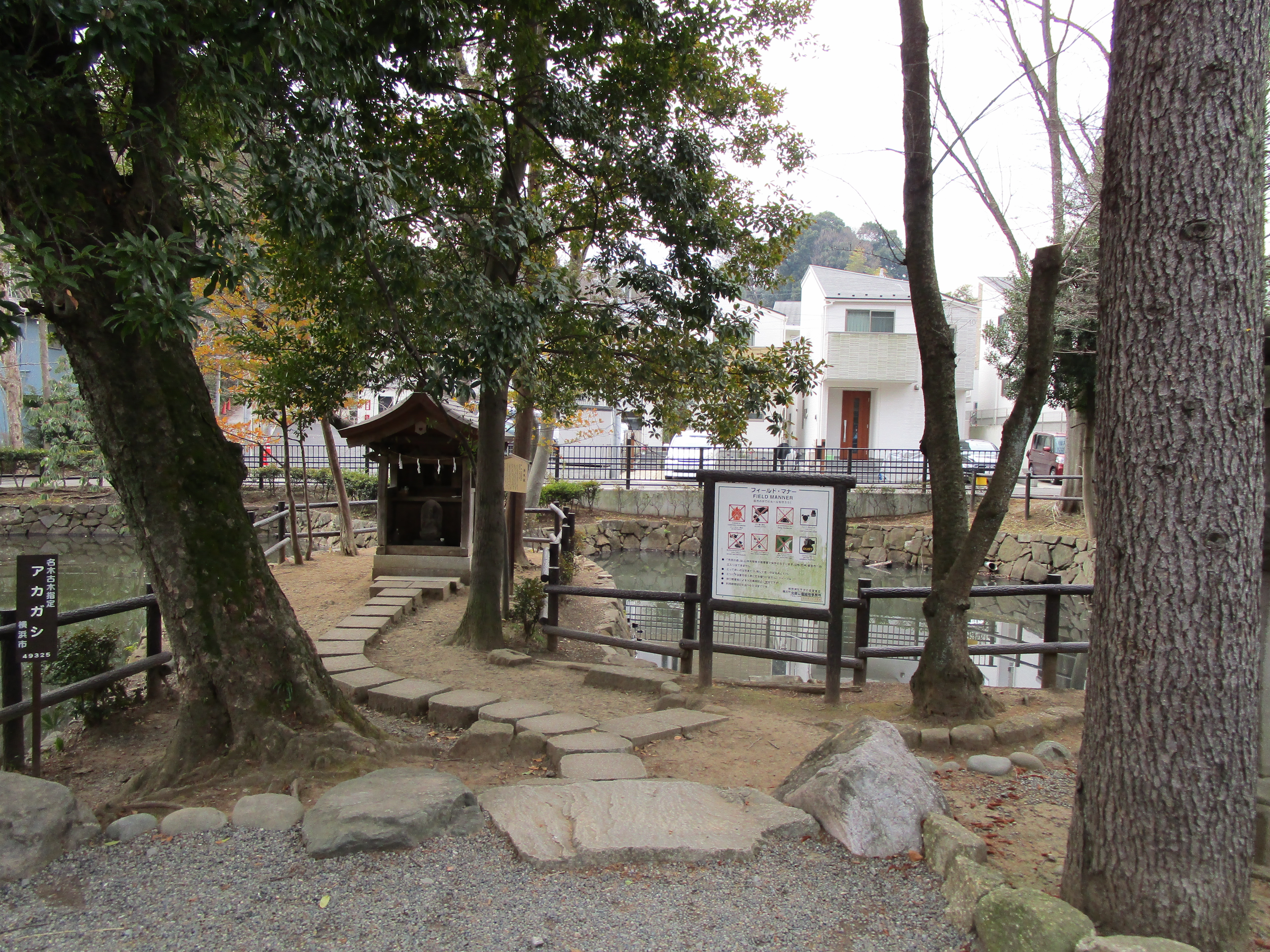
「い」の池（横浜市登録地域史跡）

## 祭事
- 筒粥神事 1月14日 天暦3年（949年）から続く横浜市指定無形民俗文化財[2]
- 初午祭 2月初午の日
- 夏の大祓 6月30日
- 厄災除け神事 7月土用丑の日
- 例祭 8月24日（神賑行事は8月24日に近い土日に実施）

## サッカー神社
社紋は三足烏であり、熊野三山において信仰された八咫烏に由来するものと考えられる。三つ足烏は、日本サッカー協会のシンボルマークでもあるため、近年当社はサッカー神社としても親しまれ、サッカー日本代表の公式エンブレムのついた日本サッカー協会公認のお守りや絵馬が販売されている。

## 所在地・交通
神奈川県横浜市港北区師岡町字表谷戸1137番地
- 東急東横線大倉山駅より徒歩約8分
- 横浜市営バス熊野神社入口バス停徒歩約3分
- 横浜市営バス・臨港バス南谷戸バス停徒歩約3分
- 参拝者用の駐車場有